# San José del Matorral
San José del Matorral är en ort i Mexiko.   Den ligger i kommunen Villa Juárez och delstaten San Luis Potosí, i den centrala delen av landet, 300 km norr om huvudstaden Mexico City. San José del Matorral ligger 1 125 meter över havet och antalet invånare är 174.
Terrängen runt San José del Matorral är platt åt nordost, men åt sydväst är den kuperad. Runt San José del Matorral är det glesbefolkat, med 16 invånare per kvadratkilometer. Närmaste större samhälle är Cerritos, 7,2 km norr om San José del Matorral. Trakten runt San José del Matorral består i huvudsak av gräsmarker.